# Nevomo
Nevomo (wcześniej Hyper Poland) – polska spółka opracowująca (na bazie technologii hyperloop) szybką kolej magnetyczną.

## Historia
Spółka (pod nazwą Hyper Poland) została założona 21 kwietnia 2017 r., jednak projekt ten rozwijał się już wcześniej jako zespół studencki. Uczestniczył on w konkursie Hyperloop Pod Competition II organizowanym przez SpaceX w Kalifornii. Do końca 2018 r. spółka złożyła 8 wniosków patentowych. W październiku 2019 r. spółka zaprezentowała swój pierwszy prototyp toru oraz pojazdu MagRail w skali 1:5. W roku 2020 spółka uruchomiła przejazdy testowe na torze średnioskalowym. Przygotowania do pierwszych testów w skali 1:1 na torze testowym w Nowej Sarzynie, będącym najdłuższym w Europie pełnowymiarowym torem testowym dla pasywnej lewitacji magnetycznej, rozpoczęły się latem 2021 r. W 2022 r. firma zakończyła budowę infrastruktury kolejowej toru testowego oraz instalację elementów systemu MagRail. W 2023 r. planowane są pierwsze testy lewitacji.
Nevomo zostało zwycięzcą konkursu 2022 Research & Development Awards organizowanego przez AS Global Media z Wielkiej Brytanii w kategorii Best Railway Deep-Tech Solution Company – Central Europe. 
W listopadzie 2022 r. firma otrzymała nagrodę Biggest Market Potential Award podczas Deep Tech Summit w Warszawie.

## Koncepcja
Hyperloop ma pojawić się tam, gdzie podróż pociągiem staje się uciążliwa (z uwagi na dystans), a lot samolotem jest nieopłacalny czasowo (ze względu na długi czas odpraw i oczekiwania na lotnisku). Dla polskich warunków będzie to dystans od 200 km do około 600 km. Polska technologia ma w zamyśle jego twórców połączyć zalety dwóch środków transportu: prędkości branży lotniczej oraz przystępności kolei. Według szacunków kierownictwa Nevomo, uruchomienie tej technologii ma doprowadzić do zmniejszenia ruchu samochodów ciężarowych, eksploatowanych przez firmy przewożące ładunki. Natomiast po wdrożeniu wersji pasażerskiej spodziewana jest redukcja liczby połączeń biznesowych realizowanych przy pomocy samochodów.

## Technologia
Nevomo opracowuje trójstopniowe wdrożenie koncepcji hyperloop w ramach technologii MagRail:
- MagRail Booster – ma pozwolić na szybką modernizację istniejących wagonów kolejowych z napędem liniowym, umożliwiając poprawę istniejących usług kolejowych, poprzez automatyzację ruchu i elektryfikację infrastruktury z większą elastycznością i przepustowością. Dzięki tej technologii ma być także możliwy ruch kolejowy w niezelektryfikowanych tunelach i pod mostami o niskim prześwicie.
- Lewitujący MagRail – technologia kolei magnetycznej, w której pojazd porusza się na istniejących torach kolejowych z prędkością 300-550 km/h. To hybrydowe rozwiązanie pozwala na funkcjonowanie zarówno pojazdów magnetycznych, jak i konwencjonalnych pociągów na tych samych liniach.
- Hyperloop – próżniowy system pasażerski. Planowana prędkość ma wynieść 1200 km/h. Hyperloop wymaga budowy nowej infrastruktury.
- System diagnostyczny IoT – automatyzacja pomiarów prowadzonych inspekcji torów za pomocą wizji maszynowej, upraszczająca planowanie i realizację procesów utrzymania infrastruktury kolejowej przy mniejszym zaangażowaniu personelu.

## Finansowanie
Spółka uzyskała dotację w wysokości 16,5 mln zł od Narodowego Centrum Badań i Rozwoju (NCBiR) oraz zakończyła dwie rundy kampanii crowdfundingu udziałowego na Seedrs z kwotą 3,7 mln zł. W 2020 roku do grupy inwestorów spółki dołączył fundusz Hütter Private Equity z Gdyni.
W połowie 2022 r. Nevomo otrzymało dofinansowanie w wysokości 2,5 mln euro z programu akceleracyjnego Europejskiej Rady ds. Innowacji (European Innovation Council, EIC), które ma zostać rozszerzone o komponent kapitałowy w wysokości do 15 mln euro z funduszu EIC. W tym samym roku w firmę zainwestował EIT InnoEnergy – jeden z największych na świecie inwestorów w innowacje w obszarze zrównoważonej energii.

## Zespół
Zespół Nevomo składa się z inżynierów, naukowców, międzynarodowej rady doradczej oraz specjalistów ds. biznesu. W IV kwartale 2019 r. spółka zatrudniała 32 pracowników. W II kwartale 2023 r. w Nevomo pracowały 53 osoby.
Pierwotni założyciele:
- Przemysław Pączek – CEO,
- Kasia Foljanty – pełniła funkcję CMO,
- Paweł Radziszewski – pełnił funkcję CTO,
- Łukasz Mielczarek – dyrektor ds. infrastruktury.

Od 2023 r.:
- Stefan Kirch – Chief Business Development Officer,
- Kacper Koniarski – Dyrektor Zarządzania Produktem.

## Krytyka
Oprócz marketingowych haseł i idealistycznych założeń, projekty typu Hyperloop posiadają szereg wad. W przypadku projektu Nevomo wady te są wzmocnione przez współdzieleniu infrastruktury kolejowej z obecną. Argumenty przeciwko projektowi to:
- Mała przepustowość w porównaniu do konwencjonalnych pociągów.
- Zakładane prędkości (300-550 km/h) wymagają dostosowania infrastruktury podobnie jak Kolej Dużych Prędkości[13].
- Potrzebny nakład finansowy przewyższa koszt wdrożenia Kolei Dużych Prędkości, oferując mniejszą przepustowość[13].